# حسین نوری (کشتی‌گیر فرنگی)
حسین نوری (زادهٔ ۱۳ مرداد ۱۳۶۹ در زنجان) کشتی‌گیر فرنگی‌کار تیم ملی ایران است. وی نشان برنز مسابقات قهرمانی جهان، مدال طلای بازی‌های آسیایی در سال ۲۰۱۸ و همچنین ۳ عنوان قهرمانی در رقابت‌های قهرمانی آسیا را به دست آورده است.

## فعالیت حرفه‌ای ورزشی

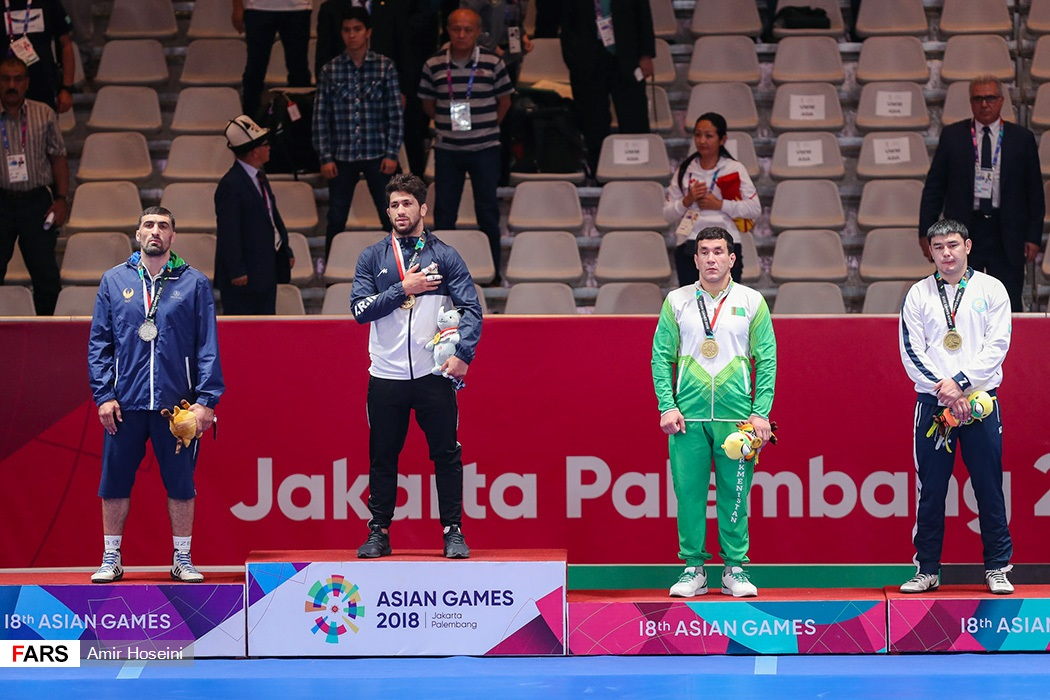
کشتی در بازی‌های آسیایی ۲۰۱۸ – ۸۷ کیلوگرم فرنگی مردان

### قهرمانی آسیا ۲۰۱۷
حسین نوری در مسابقات قهرمانی آسیا ۲۰۱۷ برابر کانگ از کره جنوبی با امتیاز ۶ بر صفر، برابر فی پنگ از چین با امتیاز ۵ بر ۲ و در مقابل عظمت کاستوبایف از قزاقستان با نتیجهٔ ۳ بر ۲ پیروز شد و به رقابت نهایی راه یافت. وی در دیدار پایانی با نتیجهٔ ۴ بر ۲ آتسوشی ماتسوموتو از ژاپن را شکست داد و صاحب نشان طلای قهرمانی آسیا شد.

### قهرمانی جهان ۲۰۱۷
نوری توانست با برتری برابر رقیبان خود در آزمون‌های انتخابی تیم ایران جواز حضور در مسابقات قهرمانی کشتی جهان ۲۰۱۷ را بدست آورد. او در مسابقات جهانی نخست با نتیجهٔ ۷ بر ۵ برابر ایویداس استانکویچیوس از لیتوانی به پیروزی رسید و سپس با حساب ۳ بر یک از سد اریک اپس، نفر پنجم اروپا از استونی گذشت و راهی یک‌چهارم نهایی شد. نوری در این مرحله به مصاف ویکتور لورینس، دارندهٔ مدال برنز ۲۰۱۴ جهان، قهرمان ۲۰۱۷ اروپا و نفر پنجم المپیک ریو ۲۰۱۶ از مجارستان رفت و ۶ بر ۴ پیروز شد و به نیمه‌نهایی رسید. نوری در نیمه‌نهایی ۴ بر یک مغلوب دنیس کودلا از آلمان شد و برای کسب مدال برنز در دیدار رده‌بندی به مصاف اسلام عباس‌اف از آذربایجان رفت و با برتری ۴ بر صفر به این مدال دست یافت.

### قهرمانی آسیا ۲۰۱۸
حسین نوری در رقابت‌های دستهٔ وزنی ۸۷ کیلوگرم قهرمانی آسیا در بیشکک پس از استراحت در دور نخست توانست در نخستین مبارزهٔ خود ۴ بر صفر هشام الطالبی از عراق را مغلوب کند و سپس با نتیجهٔ ۵ بر صفر فی پنگ از چین را از پیش رو برداشت و راهی دیدار پایانی شد و در پایان این دیدار با حساب ۳ بر صفر ماساتو سومی نمایندهٔ ژاپن را مغلوب کرد و برای بار دوم قهرمان آسیا شد.

### بازی‌های آسیایی ۲۰۱۸
نوری در بازی‌های آسیایی ۲۰۱۸ در اینچئون توانست شیهاز اویلیکوف از ترکمنستان را با امتیاز فنی عالی (۱۳–۴) و محمد القوهالی از یمن را ۸ بر صفر شکست دهد و به رقابت برای کسب نشان طلای مسابقات برسد و در این رقابت رستم آساکالوف از ازبکستان را ۶–۱ شکست داد و قهرمان بازی‌های آسیایی شد.

### قهرمانی جهان ۲۰۱۸
نوری در قهرمانی جهان ۲۰۱۸ که در بوداپست برگزار می‌شد به عنوان نمایندهٔ ایران شرکت کرد. وی توانست ابتدا رامی هیتانیمی از فنلاند را با امتیاز فنی عالی (۹ بر صفر) و اریک اپس از استونی را با نتیجهٔ ۵ بر صفر شکست دهد اما در رقابت سوم خود مقابل ژان بلنیوک قهرمان جهان و دارندهٔ مدال نقره المپیک تابستانی ۲۰۱۶ از اوکراین ۴ بر ۲ شکست خورد و با توجه به راهیابی این حریف اوکراینی به دیدار پایانی، نوری شانس کسب نشان برنز را به دست آورد اما در دور شانس مجدد با حساب ۷ بر ۵ مقابل آرتور شاهینیان، نمایندهٔ ارمنستان شکست خورد و نتوانست به مدال برنز دست پیدا کند.

### قهرمانی آسیا ۲۰۱۹
نوری در ۲۷ آوریل ۲۰۱۹ در چارچوب مسابقات قهرمانی آسیا و در دستهٔ ۸۷ کیلوگرم به میدان رفت. وی در راه دفاع از عنوان قهرمانی ابتدا فی پنگ از چین را با نتیجهٔ ۳ بر یک مغلوب کرد و سپس در دومین مبارزه ماتسو سومی از ژاپن را با نتیجهٔ ۴ بر ۲ از پیش رو برداشت و به مرحلهٔ نیمه نهایی گام نهاد. نوری در این مرحله در یک رقابت نزدیک ۳ بر یک رستم آساکالوف ازبکستانی را شکست داد و با برتری ۲ بر صفر در رقابت پایانی مقابل سونیل کومار از هند، برای سومین سال متوالی به مدال طلای این رقابت‌ها دست یافت.

## ابتلا به کرونا
حسین نوری در تیر ۱۳۹۹، پس از ابتلا به کرونا به دلیل وخامت وضعیت تنفسی در بخش مراقبت‌های ویژه بیمارستان مسیح دانشوری بستری شد و و پس از دو هفته با بهبودی کامل از بیمارستان مرخص شد.